# 2434 Bateson
2434 Bateson (1981 KA) là một tiểu hành tinh vành đai chính được phát hiện ngày 27 tháng 5 năm 1981 bởi A. C. Gilmore và P. M. Kilmartin ở Mount John University Observatory.